# Ramsay Robertson Dalgety
Ramsay Robertson Dalgety QC, connu sous son titre tongien de Lord Dalgety de Sikotilani Tonga, est un avocat, juge et homme d'affaires écossais et tongien,.
Avocat au barreau écossais, il devint juge à temps partiel en Écosse, avant d'être nommé juge à la Cour suprême des Tonga en 1991, prenant sa retraite quatre ans plus tard. Il est président de la Tonga Electric Power Board depuis 2002, et secrétaire de la compagnie maritime Shipping Corporation of Polynesia,.
En juillet 2008, le roi George Tupou V lui conféra un titre de pair à vie, le nommant Lord juridique dans le tout nouveau Comité judiciaire du Conseil privé. Il devint ainsi l'une des trois premières personnes à se voir conférer un titre non-héréditaire au sein de la noblesse tongienne,.